# Marathons de Barkley
Pour les articles homonymes, voir Barkley.

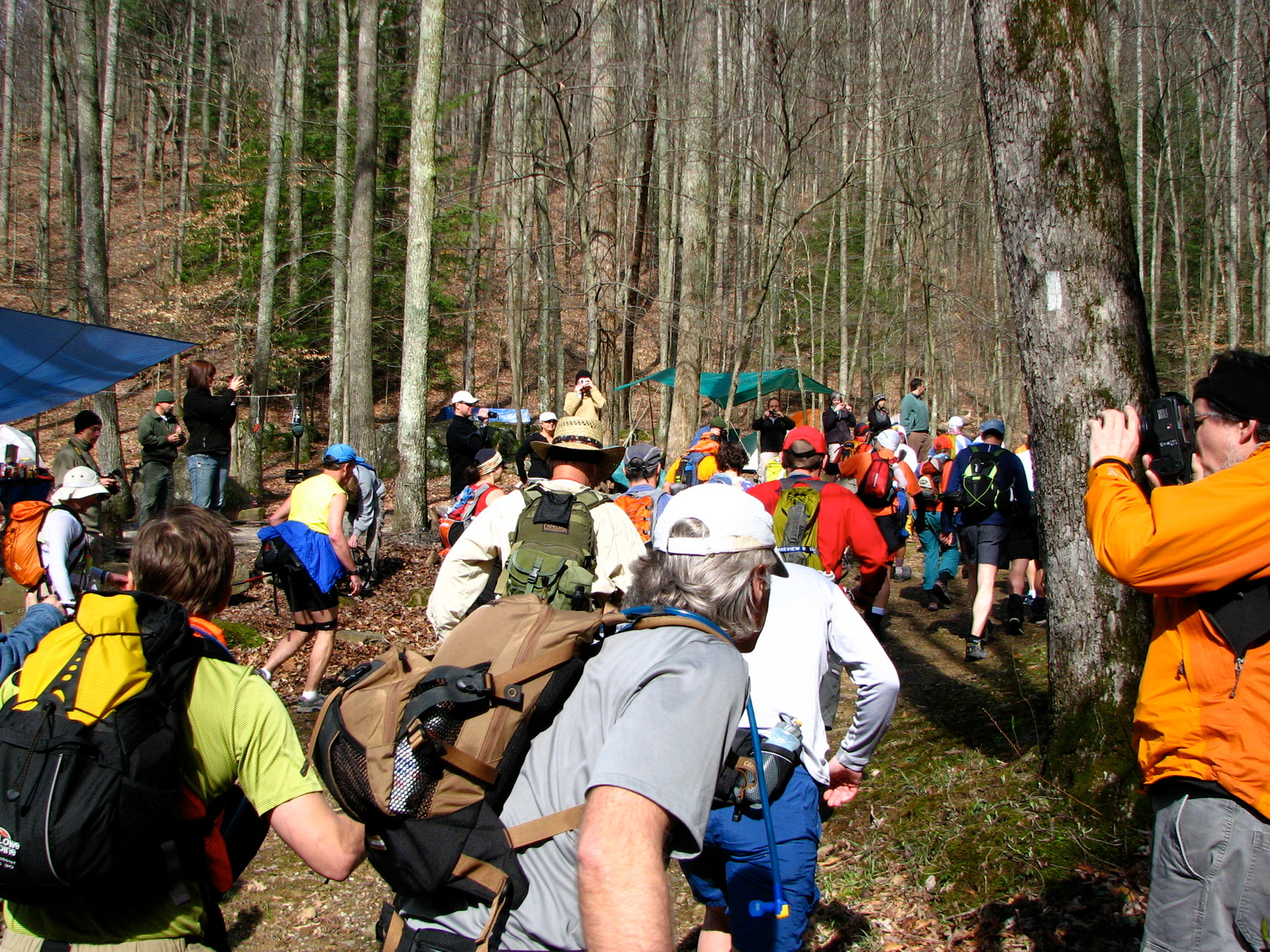
Le départ de l'édition 2009.

Les marathons de Barkley (en anglais : Barkley Marathons) sont des courses de sentier de type ultramarathon, dans le parc d'État de Frozen Head (en), aux États-Unis, près de Wartburg, dans l'État du Tennessee. Généralement appelée The Barkley, la course se tient chaque année fin mars-début avril, depuis 1986. Elle s'étend sur 100 milles (160,9 km) et comprend 60 000 pieds (18 288 m) de dénivelé positif (les distances sont approximatives car les tracés changent à chaque édition), répartis sur cinq tours, à parcourir en une durée maximale de 60 heures (soit 12 heures par tour en moyenne). Les coureurs bouclant trois tours, soit 60 milles (96,6 km), ne finissent pas officiellement la Barkley mais réussissent tout de même la « Fun Run ».
De par l'importance de son dénivelé, ses contraintes horaires et ses règles peu communes, la Barkley est considérée comme l'une des courses les plus atypiques et difficiles de l'ultra-trail.

## Historique
La course des Marathons de Barkley a été imaginée par Gary « Lazarus Lake » Cantrell (en), surnommé « Laz » – aidé par son ami Karl « Raw Dog » Henn –, qui a été inspiré par la fuite d'un prisonnier du pénitencier d’État de Brushy Mountain (en). En 1977, le fugitif James Earl Ray, assassin de Martin Luther King, Jr., parcourt 8 milles (12,9 km) en 55 heures dans les bois après son évasion. Cantrell se serait alors dit « J'aurais couru au moins 100 miles », se moquant de la piètre performance de Ray. Le nom de la course vient du nom du voisin de Cantrell, Bill Barkley, fermier de profession et qui était également son partenaire de course,,.

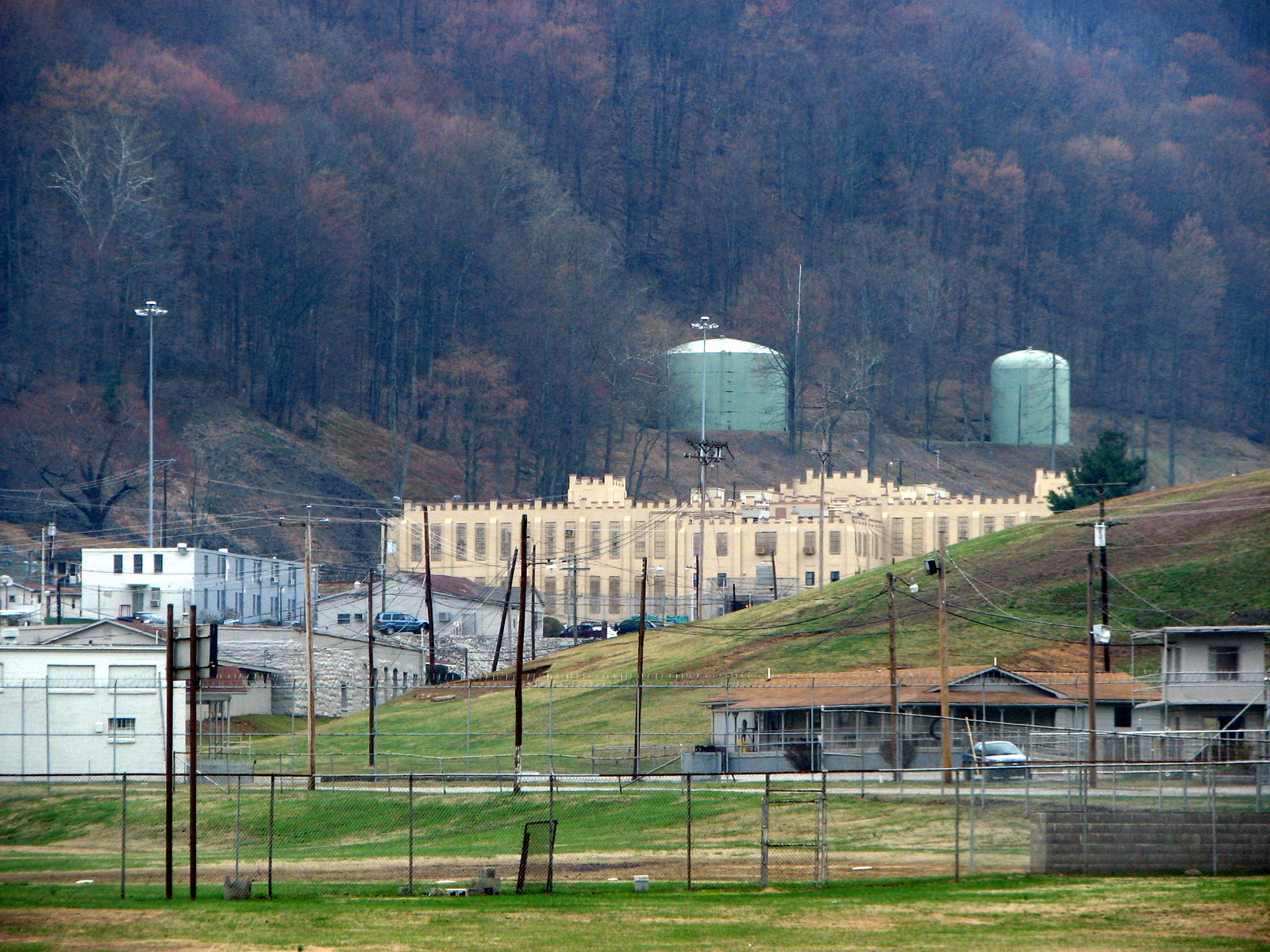
Le, 2009.

La première édition a lieu en 1986, regroupant 13 participants. La Barkley se présente alors sous la forme d'une course de 50 milles (80,5 km), comprenant trois tours, à conclure en moins de 24 h. En 1988, la distance totale passe à 55 milles (88,5 km), à terminer en moins de 36 h. Le premier finisseur émerge cette année-là : « Frozen » Ed Furtaw boucle les trois tours en 32 h 14 min 50 s. Les années suivantes, de nombreux autres coureurs réussiront à terminer cette version : 5 en 1990, 10 en 1991, 2 en 1992, 11 en 1993, 1 en 1994.
Dès 1989, Gary Cantrell annonce cependant que finir trois tours ne représente plus qu'une « Fun Run ». Pour véritablement vaincre la Barkley, il faut désormais terminer six tours, soit environ 110 milles (177 km), en moins de 48 h, puis en moins de 50 h à partir de 1994. Personne ne réussira à finir la course sous ce format. Finalement, en 1995, lors de sa 10e édition, la Barkley évolue une dernière fois et adopte son schéma actuel : cinq tours à réaliser en moins de 60 h, représentant officiellement 100 milles (160,9 km) à parcourir. La « Fun Run » désigne toujours le fait de conclure trois tours, en moins de 40 h.

## Description de la course

### Inscription à la course

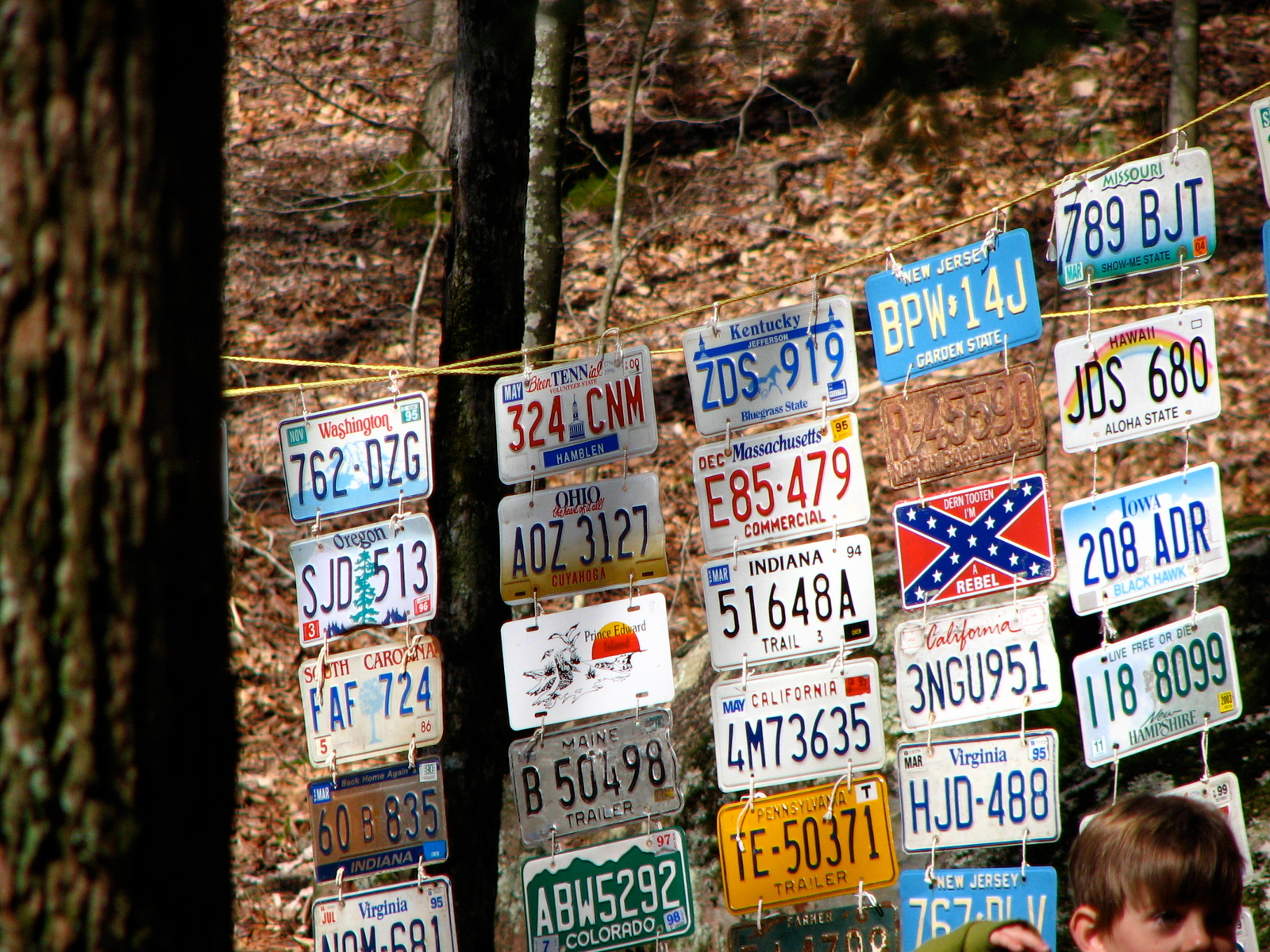
Les plaques d'immatriculation accrochées dans le camp à côté de la ligne de départ et d'arrivée.

Seuls 40 participants sont admis chaque année. La Barkley n'ayant pas de site Internet, les candidats doivent trouver un moyen d'entrer en communication avec le fondateur, Gary Cantrell. Cet échange se fait par mail, lors d'un jour précis. Aux coureurs de trouver par eux-mêmes le mail de Cantrell et le jour défini, généralement en prenant contact avec d'anciens participants.
Ils doivent ensuite rédiger une lettre de motivation expliquant pourquoi ils devraient être admis à courir. Si leur candidature est acceptée, ils reçoivent une lettre de condoléances, qui les avertit qu'un moment très désagréable les attend. Les coureurs doivent également signer une décharge légale où ils se portent garants de tout problème susceptible d'arriver pendant la course (« Si je suis assez bête pour tenter la Barkley, je mérite d'être tenu pour responsable de toutes les conséquences de cette tentative, fussent-elles financières, physiques, mentales et autres. »).
Les frais d'inscriptions sont de 1,60 $ (soit 1 cent par kilomètre couru). Les participants sont aussi priés d'apporter à Laz un cadeau défini par ce dernier, et qui peut changer tous les ans : chemises, chaussettes, paquets de cigarettes... Lorsqu'ils concourent pour la première fois, les coureurs doivent également amener une plaque d'immatriculation de leur pays d'origine, qui sera ensuite accrochée dans le camp à proximité de la ligne de départ et d'arrivée.

### Parcours et règles
La Barkley est composée de cinq boucles qui totalisent une longueur approximative totale de 100 milles (160,9 km) et un dénivelé de 60 000 pieds (18 288 m). Officieusement, le parcours pouvant légèrement changer chaque année, la distance à couvrir peut atteindre jusqu'à 130 milles (209,2 km), pour un dénivelé positif de plus de 20 000 mètres (65 616,798 pi).
La course doit être terminée en moins de 60 heures. Des barrières horaires existent à la fin de chaque tour, entraînant l'élimination d'un coureur ne les respectant pas : 12 h pour finir le premier tour, 24 h pour les deux premiers, 36 h pour les trois premiers, 48 h pour les quatre premiers. Un coureur terminant ses trois premiers tours en plus de 36 h mais moins de 40 h finit la « Fun Run », à une moyenne de moins de 13 h 20 par boucle.
Les quatre premiers tours ne sont pas tous disputés dans le même sens : deux sont réalisés dans un sens, deux autres dans le sens inverse, l'ordre pouvant changer selon les éditions. Lors du cinquième tour, le coureur peut choisir le sens dans lequel il courra. Cette règle a été mise en place en 1996, un an après qu'un participant, Mark Williams, a pour la première fois réussi à terminer cinq tours, tous dans le même sens.
Depuis 2003, si deux coureurs s'élancent en même temps pour leur cinquième tour, ils ne peuvent pas le courir ensemble. L'un doit l'effectuer dans un sens, l'autre dans le sens inverse. Cette règle a été instaurée à la suite de l'édition de 2001, lorsque David Horton et Blake Wood ont réussi à finir les cinq tours en restant ensemble durant le dernier tour.
La veille de la course, Gary Cantrell met à disposition des coureurs une carte géographique qui dévoile et délimite le parcours. Ils peuvent le recopier sur leur propre carte. Ils ont le droit de venir repérer le terrain auparavant, mais uniquement en restant sur les sentiers du parc, selon les règles en vigueur dans ce dernier. Durant la course, les coureurs doivent trouver des livres placés sur le parcours et indiqués sur la carte, et déchirer la page qui correspond à leur numéro de dossard (un nouveau dossard à chaque tour entamé) pour prouver qu'ils ont parcouru le bon chemin.

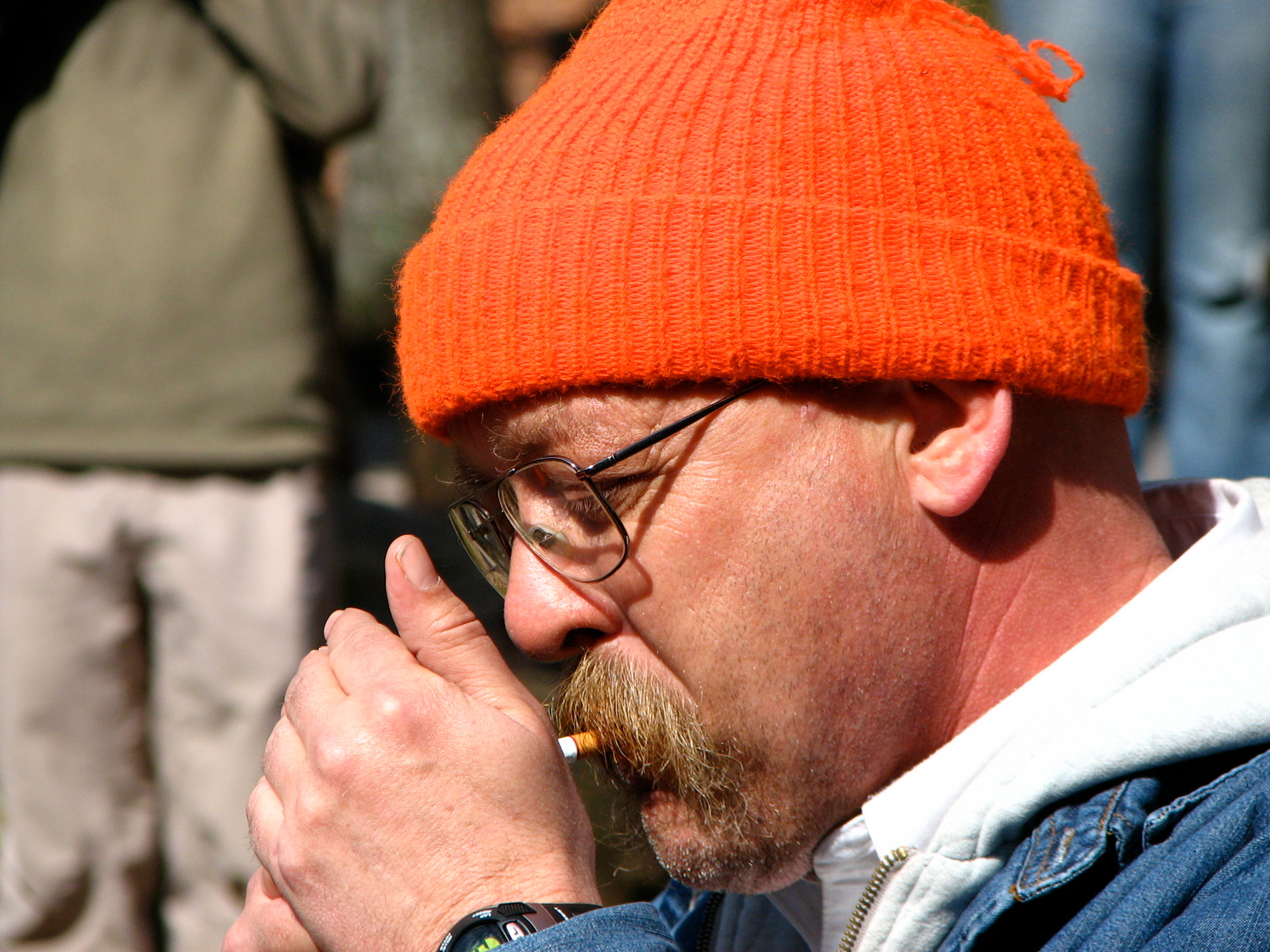
Gary « Lazarus Lake » Cantrell allume sa cigarette pour donner le départ de la Barkley 2009.

Aucune aide GPS n'est admise. De manière générale, les coureurs n'ont le droit d'utiliser aucun appareil électronique. Ils doivent s'orienter à l'aide de leur carte et de leur boussole. Le parcours ne comporte aucune balise ou indication. Il n'existe pas non plus de postes de soins. Deux points d'eau sont en revanche présents. Les participants se voient également offrir avant le départ une montre donnant l'heure, la date et possédant une alarme, afin qu'ils restent informés du timing de la course.
Personne ne sait exactement quand commence la Barkley. Elle peut débuter n'importe quand entre minuit et midi, une heure après que Gary Cantrell a sonné le signal avec une conque. Le départ est ensuite donné lorsque Laz allume sa cigarette. La ligne de départ et d'arrivée est symbolisée par une barrière jaune présente au milieu d'une route du parc. Les coureurs doivent la toucher afin d'attester la fin d'un tour.
L'abandon d'un coureur est joué à la trompette par la sonnerie aux morts.

### Principales difficultés
Contrairement à de nombreuses autres courses, la Barkley n'est pas pensée pour être terminée par le plus grand nombre de partants. Le créateur, Gary « Lazarus Lake » Cantrell, l'a élaborée pour qu'elle se situe à la limite des capacités humaines, de sorte que seul 1 % des participants seraient capables d'en venir à bout. Avant que Mark Williams ne termine la course en 1995, Laz pensait même que son épreuve était impossible et qu'il allait devoir modifier le format. Le créateur avoue également qu'il ne sait pas s'il aurait été lui-même capable de finir la Barkley.

« Si vous voulez vous confronter à un vrai défi, il faut que ce soit un vrai défi. Vous ne pouvez rien accomplir s'il n'existe pas une possibilité d'échec,. »

— Gary « Lazarus Lake » Cantrell
 La Barkley cumule donc un nombre de difficultés variées, qui expliquent pourquoi il faut entre 50 et 60 h pour la terminer, là où les autres courses de 100 miles prennent entre 25 et 30 h aux meilleurs.

#### Un parcours compliqué et évolutif
En plus de sa longueur, entre 100 et 130 miles (160 et 210 km), la Barkley comporte un dénivelé positif très élevé, compris entre 18 000 et 24 000 m, ce qui équivaut à gravir plus de deux fois le mont Everest. En comparaison, l'Ultra-Trail du Mont-Blanc ou la Hardrock 100, deux autres ultra-trails reconnus dans le milieu, proposent environ 10 000 m de dénivelé positif, soit moitié moins. De plus, la course peut sortir des chemins les plus communs pour s'enfoncer dans les bois, où il n'y a plus de sentiers marqués. Certains passages devenus iconiques s'avèrent aussi compliqués, comme la traversée d'un tunnel rempli d'eau passant sous l'ancienne prison.

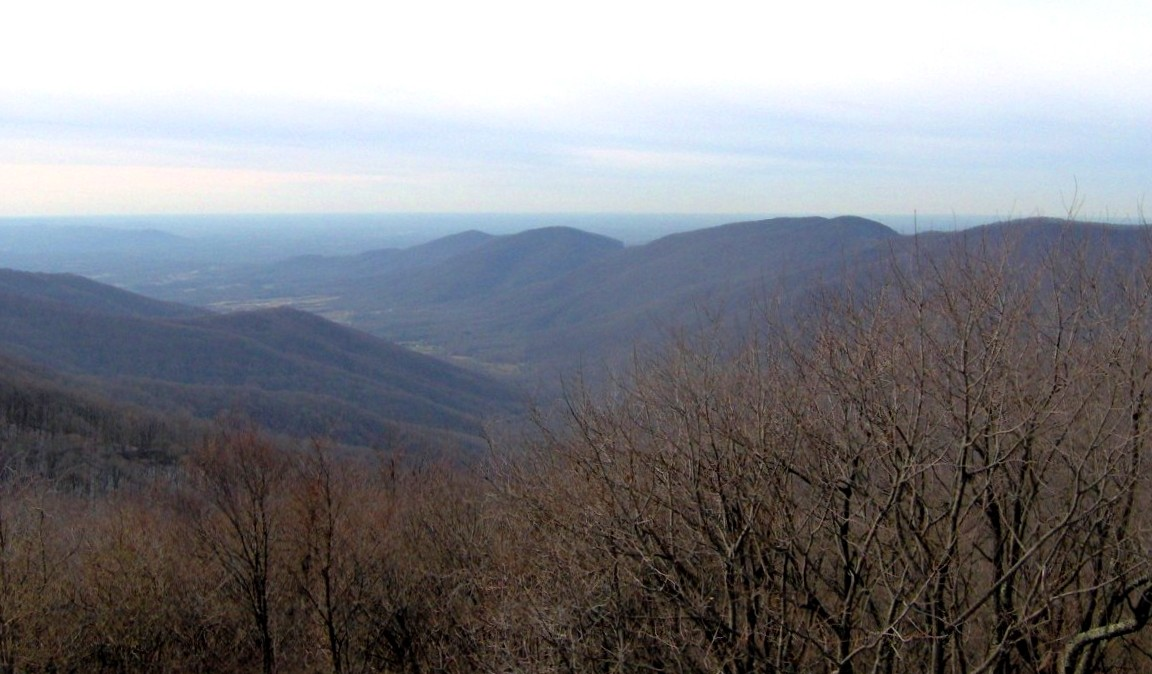
La vallée de Flat Fork, à l'ouest du sommet du Frozen Head.

L'objectif étant que la Barkley reste à la limite du réalisable, Gary Cantrell se donne le droit d'ajuster le parcours à chaque édition afin d'ajouter ou de supprimer certaines portions et de rallonger la course, multipliant dans le même temps le nombre de livres à trouver. D'une année à l'autre, les coureurs qui reviennent ne peuvent donc que difficilement prendre leurs marques ou estimer leur chance de terminer par rapport aux éditions précédentes. S'ajoute également le fait que le parcours n'est connu que la veille de l'épreuve, ce qui complique la préparation sur place.

#### Des coureurs isolés et sans assistance
Les coureurs ne bénéficient d'aucune assistance ou points de ravitaillement, à l'exception du camp de base situé à côté de la ligne de départ et d'arrivée, le seul endroit où ils peuvent être aidés par leur équipe. Deux points d'eau sont également présents sur le parcours.
Les participants doivent composer uniquement avec leur carte et leur boussole pour se diriger étant donné que les GPS et altimètres sont interdits et que le parcours n'est pas balisé. Les erreurs d'orientation sont donc fréquentes, d'autant plus que l'absence de point culminant dominant empêche de trouver des points de repère facilement identifiables pour avancer ou de dominer l'intégralité du parcours afin de le repérer d'au-dessus.

#### Une durée de course favorisant le manque de sommeil
S'étalant sur près de 60 heures pour ceux qui atteignent le cinquième tour, la Barkley pousse les coureurs à effectuer deux nuits blanches consécutives pour terminer, en plein effort physique. Certains font le choix de dormir entre deux tours, mais leur sommeil reste limité à quelques heures ou minutes. Lors de l'édition 2016, John Kelly s'endort au bord du parcours après avoir commencé le cinquième tour, ruinant ses chances de terminer dans les temps. L'endroit où il s'est assoupi est depuis surnommé l'« Upper Kelly Camp ». L'année suivante, il parvient à boucler la Barkley, mais décrit son dernier tour comme un « combat entre l'esprit et le corps », où il sera obligé de s'arrêter deux fois pour faire des siestes de 15 minutes.
De nombreux finisseurs ont également évoqué les hallucinations visuelles et auditives que provoque le manque de sommeil. Elles compliquent encore un peu plus la situation lorsqu'il s'agit de s'orienter ou de se rappeler des endroits où sont déposés les livres dont il faut récupérer les pages.

#### Une météo imprévisible
Fin mars et début avril, la météo demeure imprévisible et peut très rapidement alterner entre brouillard, givre et chaleur, obligeant les coureurs à prévoir des vêtements pour toutes les situations. Parfois, des objets perdus sur le parcours les sauvent, comme pour Mike Tilden, qui s'improvise un bandana avec un t-shirt trouvé par terre pour se protéger du soleil lors de sa course victorieuse en 2004, ou John Kelly, arrivé à la fin de son ultime tour en 2017 avec un bonnet orange sur la tête et un sac plastique autour des épaules, ramassés en chemin pour tenter de lutter contre le froid.
Dans certains cas extrêmes, le climat peut directement influencer le déroulement de la course. En 2000, les fortes pluies créent des rivières au milieu de la forêt et rendent quasiment impossible l'ascension de certaines collines. Engagé dans un cinquième tour, Blake Wood doit renoncer en raison de ces violentes intempéries.

#### La nécessité d'être plus qu'un coureur
Triompher de la Barkley ne nécessite donc pas uniquement des compétences physiques. Il faut savoir s'orienter correctement, supporter le manque de sommeil et les différentes conditions météorologiques, et être préparé mentalement. Trouver des coureurs possédant un profil aussi complet faisait partie des objectifs de Laz au lancement de la course.

« Ma vision était celle d'une course qui ne demanderait pas seulement de courir, mais qui exigerait une variété de compétences dans la nature. Les coureurs ont l'habitude de suivre un tracé. Ils traversent les bois, mais ils ne voient jamais rien. Si vous enlevez la prochaine flèche, ou la prochaine rubalise, ils sont perdus. Une bonne course est une expérience totale, pas juste se pointer, sortir de sa voiture, courir et rentrer chez soi. Une bonne course aide les coureurs à trouver quelque chose en eux-mêmes, c'est un défi, une incertitude, tout cela réuni. »

— Gary « Lazarus Lake » Cantrell
L'ensemble de ces difficultés peu communes dans l'univers de l'ultra-trail et le caractère atypique de la course justifient le relatif anonymat des finisseurs qui ne constituent pas, pour la majorité d'entre eux, des noms renommés de la discipline. Certains coureurs professionnels, comme les américains Anton Krupicka ou Karl Metzer, remettent même en cause le caractère de la Barkley, estimant qu'il s'agit davantage d'une épreuve d'orientation « aux règles idiotes » ou d'un « événement mis en place pour l'échec » que d'une réelle course d'ultra-trail.
Le niveau d'exigence physique et mental attendu explique également la rareté des finisseurs ayant conquis la Barkley plus d'une fois. Même lorsqu'ils reviennent, les anciens vainqueurs peuvent renoncer au moment de se souvenir de la difficulté qui les attend. En 2004, David Horton, finisseur trois ans plus tôt, fait demi-tour peu après avoir entamé son quatrième tour, ne trouvant aucune raison de continuer une douloureuse aventure qu'il avait déjà terminée. En 2019, John Kelly, qui avait terminé la course en 2017, raconte que sa motivation a peu à peu disparu pendant cette nouvelle édition de la course, à un point tel qu'il finit par abandonner après seulement deux tours.

## Palmarès de la compétition
Très peu de coureurs sont venus à bout de la course : seuls vingt ont terminé les cinq boucles depuis 1995 et acquis le statut de « finisseur » (finisher), soit un peu plus de 2 % sur les 800 ultramarathoniens qui ont tenté l'exercice.
Les finisseurs ne remportent aucune médaille ou récompense monétaire. Seul un trophée collectif, un mug en étain fixé sur un socle en bois, est présent au camp tous les ans. De petites plaques de métal où sont gravés les noms des finisseurs, l'année de leur course et leur temps, sont fixées sur la base.
En gras, le vainqueur de l'édition :
| année | Nom                                         | Temps                                       | Notes                                       |
| ----- | ------------------------------------------- | ------------------------------------------- | ------------------------------------------- |
| 1995  | Mark Williams                               | 59 h 28 min 48 s                            | Record                                      |
| 1996  | Aucun vainqueur                             |                                             |                                             |
| 1997  | Aucun vainqueur                             |                                             |                                             |
| 1998  | Aucun vainqueur                             |                                             |                                             |
| 1999  | Aucun vainqueur                             |                                             |                                             |
| 2000  | Aucun vainqueur                             |                                             |                                             |
| 2001  | David Horton                                | 58 h 21 min 0 s                             | Record                                      |
| 2001  | Blake Wood                                  | 58 h 21 min 1 s                             |                                             |
| 2002  | Course annulée - Parc de Frozen Head fermé. | Course annulée - Parc de Frozen Head fermé. | Course annulée - Parc de Frozen Head fermé. |
| 2003  | Ted « Cave Dog » Keizer                     | 56 h 57 min 52 s                            | Record                                      |
| 2004  | Mike Tilden                                 | 57 h 25 min 18 s                            |                                             |
| 2004  | Jim Nelson                                  | 57 h 28 min 25 s                            |                                             |
| 2005  | Aucun vainqueur                             |                                             |                                             |
| 2006  | Aucun vainqueur                             |                                             |                                             |
| 2007  | Aucun vainqueur                             |                                             |                                             |
| 2008  | Brian Robinson                              | 55 h 42 min 27 s                            | Record                                      |
| 2009  | Andrew Thompson                             | 57 h 37 min 19 s                            |                                             |
| 2010  | Jonathan Basham                             | 59 h 18 min 44 s                            |                                             |
| 2011  | Brett Maune                                 | 57 h 13 min 33 s                            |                                             |
| 2012  | Brett Maune (2)                             | 52 h 3 min 8 s                              | Record                                      |
| 2012  | Jared Campbell                              | 56 h 0 min 16 s                             |                                             |
| 2012  | John Fegyveresi                             | 59 h 41 min 21 s                            |                                             |
| 2013  | Nick Hollon                                 | 57 h 39 min 24 s                            |                                             |
| 2013  | Travis Wildeboer                            | 58 h 41 min 45 s                            |                                             |
| 2014  | Jared Campbell (2)                          | 57 h 53 min 20 s                            |                                             |
| 2015  | Aucun vainqueur                             |                                             |                                             |
| 2016  | Jared Campbell (3)                          | 59 h 32 min 30 s                            |                                             |
| 2017  | John Kelly                                  | 59 h 30 min 53 s                            |                                             |
| 2018  | Aucun vainqueur                             |                                             |                                             |
| 2019  | Aucun vainqueur                             |                                             |                                             |
| 2020  | Course annulée - Pandémie de Covid-19.      | Course annulée - Pandémie de Covid-19.      | Course annulée - Pandémie de Covid-19.      |
| 2021  | Aucun vainqueur                             |                                             |                                             |
| 2022  | Aucun vainqueur                             |                                             |                                             |
| 2023  | Aurélien Sanchez                            | 58 h 23 min 12 s                            |                                             |
| 2023  | John Kelly (2)                              | 58 h 42 min 23 s                            |                                             |
| 2023  | Karel Sabbe                                 | 59 h 53 min 33 s                            |                                             |
| 2024  | Ihor Verys                                  | 58 h 44 min 59 s                            |                                             |
| 2024  | John Kelly (3)                              | 59 h 15 min 38 s                            |                                             |
| 2024  | Jared Campbell (4)                          | 59 h 30 min 32 s                            |                                             |
| 2024  | Greig Hamilton                              | 59 h 38 min 42 s                            |                                             |
| 2024  | Jasmin Paris                                | 59 h 58 min 21 s                            |                                             |
| 2025  | Aucun vainqueur                             |                                             |                                             |

## Anecdotes et faits marquants

### Les finisseurs
- En 1995, Mark Williams est le premier à finir les cinq tours de la Barkley. Tom Possert, en lice cette année-là et qui fut le premier à boucler trois tours, quitta la course à ce stade et rentra chez lui, arguant que personne ne finirait jamais cinq tours dans le temps imparti[20].
- En 2001, David Horton et Blake Wood terminent la Barkley ensemble, en ayant couru quasiment l'intégralité des cinq tours côte-à-côte. Le premier touche cependant la barrière jaune une seconde avant le second, ce dernier ayant volontairement retenu sa main pour que son coéquipier soit officiellement le premier Américain à avoir vaincu la Barkley, et pour le remercier de l'avoir attendu dans le cinquième tour[F 15]. À la suite de cette édition, les règles changeront et il deviendra interdit pour deux coureurs d'effectuer le dernier tour ensemble : ils devront désormais se séparer sur la ligne de départ, l'un partant dans un sens, l'autre dans le sens inverse.
- En 2004, soumis à cette nouvelle règle, Mike Tilden et Jim Nelson se quittent à l'entame du cinquième et dernier tour. Ils le termineront pourtant tous les deux, à trois minutes d'écart.
- En 2003, profitant de règles plus souples à l'époque concernant les repérages d'avant-course, Ted Keizer arrive à Frozen Head dix jours avant le départ pour explorer le parc. Il put trouver l'intégralité des livres qui avaient déjà été cachés et ainsi deviner le parcours à l'avance[F 16].
- En 2009, Andrew Thompson devient finisseur à sa dixième tentative, après avoir découvert la course en 1997. Il s'agit du coureur ayant le plus échoué avant de finir[F 17].
- En 2011, un feu de forêt se déclenche dans le parc alors que Brett Maune va démarrer son cinquième tour. Le parcours s'en retrouve modifié, ce qui perdra Maune pendant un temps mais ne l'empêchera pas de terminer[F 18].
- En 2023, un randonneur ramasse l'un des livres et le rapporte au camp de départ, pensant la course terminée. En réalité, trois participants étaient encore en train de courir leur cinquième tour. Si John Kelly et Karel Sabbe avaient déjà pu récupérer la page du livre en question, Aurélien Sanchez n'y était pas encore parvenu puisqu'il courait cette boucle dans le sens inverse. Le Français ne trouvera évidemment pas le livre à la place où il devait être mais finira tout de même le tour, pour apprendre à l'arrivée que sa boucle est bien validée malgré l'absence d'une page et qu'il est officiellement un finisseur[21].
- En 2024, Jasmin Paris devient la première femme à se lancer dans un cinquième tour puis à terminer la Barkley, 99 secondes avant la fin du temps imparti[22],[23]. Elle avait auparavant fini deux « Fun Run » (trois tours) en 2022 et 2023. Trois autres femmes ont également réalisé une « Fun Run »  : Sue Johnston en 2000 et 2001, Beverley Anderson-Abbs en 2012 et 2013, et Eliza MacLean en 2000.
- John Kelly, finisseur en 2017, 2023 et 2024, a grandi à quelques centaines de mètres de l'entrée du parc de Frozen Head, dans la maison familiale de Wartburg[F 19].
- Trois coureurs ont fini la Barkley plus d'une fois : Jared Campbell, en 2012, 2014, 2016 et 2024 ; John Kelly, en 2017, 2023 et 2024 ; et Brett Maune, en 2011 et 2012.
- Sept coureurs ont fini la Barkley à leur première tentative : Mark Williams en 1995, Ted Keizer en 2003, Brett Maune en 2011, Jared Campbell et John Fegyveresi en 2012, Aurélien Sanchez en 2023 et Ihor Verys en 2024[F 1].
- Trois coureurs n'ont jamais abandonné la Barkley : Brett Maune, finisseur en 2011 et 2012 lors de ses deux seules participations ; Ted Keizer, finisseur en 2003 lors de son unique venue à Frozen Head ; Ihor Verys, finisseur en 2024 lors de sa seule participation[F 20].
- Jim Nelson, finisseur en 2004, est le seul du cercle fermé des finisseurs à avoir trouvé la mort depuis, à la suite d'une chute en montagne lors de l'ascension de Capitol Peak (Colorado) en 2014[24].

### L'univers de la Barkley
- En 2017, Gary Robbins parvient à boucler les cinq tours en 60 h 0 min 6 s, soit six secondes de trop par rapport au temps limite. Une erreur de navigation dans les derniers kilomètres, qui l'a notamment empêché de se présenter du bon côté sur la ligne d'arrivée, l'aurait toutefois disqualifié même s'il avait fini dans les temps[25].
- En 2022, Karel Sabbe se perd pendant son quatrième tour ; il est retrouvé dans la ville de Petros, proche du parc, en train de parler à une poubelle comme si celle-ci était un être humain (il avait alors couru plus de 40 heures). Il sera ramené au camp de départ en voiture par le shérif local[26],[27].
- Les livres disséminés sur le parcours et dont les coureurs doivent arracher les pages pour prouver leur passage sont choisis par Laz et portent généralement des titres ironiques : How to Stay Alive In The Woods (Comment rester en vie dans les bois), Next Week will be better (La semaine prochaine sera meilleure), Dictionnaire Larousse des difficultés... En 2018, l'un des livres s'intitulait Six Secondes, en hommage à Gary Robbins, qui avait échoué à terminer la course pour six secondes un an plus tôt[F 11].
- La course a été annulée à deux reprises depuis 1995 : en 2002, lorsque le parc de Frozen Head était fermé pour raisons financières, et en 2020, en raison de la pandémie de Covid-19[28].
- La course inspire une édition en France, débutée en 2017, la Chartreuse Terminorum.

## Popularité et traitement médiatique
Pendant de longues années, la Barkley est restée une épreuve quasi-anonyme, connue uniquement des plus férus du monde de l'ultra-trail et relayée par les médias spécialisés, comme UltraRunning magazine. 13 coureurs étaient au départ de l'édition inaugurale en 1986, puis 39 en 1995, la première à avoir adopté sa forme actuelle (cinq boucles à terminer en 60 heures). Ce nombre a ensuite oscillé entre 30 et 40, avant d'être fixé à 40 par le créateur et organisateur, Gary Cantrell, afin de conserver un aspect confidentiel et de s'opposer aux autres ultra-trails (140 participants à la Hardrock 100, 369 à la Western States, 2 900 à la Diagonale des Fous).
Les éditions passant, la course a commencé à davantage faire parler d'elle, aidée par le fait que plusieurs finisseurs ont réussi à en venir à bout dans les années 2000. Elle demeurait toutefois encore peu médiatisée. En 2003, alors qu'il finit son cinquième tour et devient le quatrième coureur à terminer la Barkley, Ted Keizer n'est accueilli à la ligne d'arrivée que par quatre personnes : son père, venu pour l'aider durant la course, Gary Cantrell, et Mike Tilden et Jim Nelson, les deux seuls des 33 autres participants qui n'étaient pas directement rentrés chez eux après leur abandon. Trois ans plus tôt, Blake Wood avait vécu une expérience similaire lors de son abandon à la suite de son demi-tour dans le cinquième tour, en raison des fortes pluies :

« C'est là que tu vois que c'était une autre époque car, quand je suis revenu au camp, tout le monde était déjà parti sans se préoccuper de savoir si j'allais terminer ou non. Il ne restait plus que ma famille et Gary, installés dans les toilettes, le seul endroit toujours au sec, avec une glacière et des chaises. »

— Blake Wood
La démocratisation d'Internet et l'apparition d'un nombre croissant de récits de la course postés en ligne par les participants, finisseurs ou non, a permis à la Barkley de poursuivre son ascension médiatique. En 2014, un documentaire portant sur l'édition 2012 de la course, The Barkley Marathons: The Race That Eats Its Young, donne un nouveau coup de projecteur à l'événement, notamment auprès du grand public, en étant visible sur Netflix. Depuis, de nombreux autres médias se sont intéressés à la Barkley. En France, des reportages ont été réalisés par Intérieur sport (Canal+, 2014), France Télévisions (2015) ou L'Équipe (2017 & 2024).
Cette popularité grandissante a entraîné une hausse du nombre de demandes d'inscription. Ce dernier s'établit désormais à plusieurs centaines à chaque édition, mais le nombre de participants finaux reste bloqué à 40, comme décidé par Laz. La Barkley ne possède toujours pas non plus de site web officiel, car « les personnes qui veulent nous rejoindre ont toujours trouvé un moyen de le faire », dit son créateur. Cependant, pour contenter le nombre de plus en plus élevé de coureurs volontaires, Gary Cantrell a mis au point la Barkley Fall Classic, qui a lieu chaque automne. Il s'agit d'une version raccourcie de la Barkley, proposant une boucle de 50 km dans le parc de Frozen Head et reprenant quelques-uns des passages de la « vraie » course. Le vainqueur est assuré de pouvoir participer à la prochaine édition de la Barkley.
Cette volonté de conserver l'état d'esprit original de l'épreuve se reflète aussi à travers les règles que doivent suivre les personnes extérieures à la course. Les spectateurs, généralement les membres des équipes d'assistance des coureurs, ne sont pas autorisés à les suivre. Ils peuvent seulement aller les voir à certains endroits-clés, mais ne doivent pas les aider. Les médias présents sont également cantonnés à des zones précises pour ne pas troubler la solitude et l'isolement dans lesquels sont plongés les coureurs lors de leur course.